# Diospyros dasyphylla
Diospyros dasyphylla är en tvåhjärtbladig växtart som beskrevs av Wilhelm Sulpiz Kurz. Diospyros dasyphylla ingår i släktet Diospyros och familjen Ebenaceae. Utöver nominatformen finns också underarten D. d. dasyphylla.